# Kurohimeyama Hideo
 (avril 2019).
Kurohimeyama Hideo (黒姫山 秀男, Kurohimeyama Hideo), né Hideo Tanaka (田中 秀男, Tanaka Hideo) le 12 novembre 1948 à Ōmi, Niigata et mort le 25 avril 2019, était un lutteur sumo japonais.

## Biographie
Il fit ses débuts professionnels en mars 1964 et atteint la division supérieure en juillet 1969. Après avoir été promu de nouveau en division supérieure en novembre 1969, il s’y battit pendant 71 tournois consécutifs et 1065 matches, ne manquant jamais un seul combat. Son plus haut rang était sekiwake. Il a fait 18 apparitions dans les rangs inférieurs du sanyaku (sekiwake ou komusubi) mais exceptionnellement pour quelqu'un avec ce niveau de succès, il n'a jamais gagné un championnat de tournoi (yusho) dans aucune division.
Il a pris sa retraite en janvier 1982 et est devenu un aîné au sein d'association japonaise de sumo. Il a travaillé comme entraîneur à écurie Tatsunami, et ses deux fils étaient des lutteurs là-bas sous le shikona de Haguronada et Hagurokuni. Il a emprunté les noms des anciens Nishikijima, Yamahibiki, Dekiyama et Kitajin avant d'acquérir définitivement le nom de Takekuma en 1988 lors du départ à la retraite obligatoire de l'ex-sekiwake Kitanonada. Après le départ à la retraite du maître d'école de Tatsunami en 1999, il a ouvert sa propre écurie Takekuma, bien qu'il se soit effondré après seulement cinq ans en 2004 après que son seul lutteur restant (Hagurokuni) ait pris sa retraite, et il est allé à écurie de Tomozuna. Il a atteint l'âge de la retraite obligatoire de la Sumo Association, fixé à 65 ans, en novembre 2013. Son petit-fils Toranosuke a rejoint l'écurie de Sakaigawa en mai 2018 et se bat comme Tanakayama.
Il meurt le 25 avril 2019 d'une pneumonie.